# Ален Клод Більє Бі Нзе
Ален Клод Більє Бі Нзе (16 вересня 1967 , Макоку ) — габонський політичний діяч, прем'єр-міністр Габону (у січні-серпня 2023 року).

## Біографія
Народився 16 вересня 1967 року в Макоку, один із шістнадцяти дітей.
Мати — домогосподарка, батько — поштовий службовець.
Після шостого класу вступив до поліцейської школи в Лібревілі і закінчив там бакалаврат, потім вступив до Габонського університету, де вивчав літературу.
В університеті створив студентську профспілку і захопився політикою.
Був активістом Національного об'єднання лісорубів на чолі з Полем Мба Абессоле, з яким познайомився в 1992 році в ході передвиборчої кампанії 1993 року.
У 1994 році в університеті почався страйк, і ректор Даніель Она Ондо був захоплений студентами, внаслідок чого через кілька місяців Нзе був виключений з університету
..
Працював журналістом, радіоведучим, займався іншими видами діяльності, а політичну кар'єру робив у партії Мба Абессоле, де згодом обійняв посаду офіційного представника (партія після серії реорганізацій стала іменуватися Об'єднання за Габон).
У 2005 році брав активну участь у президентській кампанії Омара Бонго, у 2006 році обраний до Національної асамблеї Габону і увійшов до складу уряду, здобувши посаду молодшого міністра зв'язку, а у 2007 році призначений на аналогічну посаду в Міністерстві транспорту та цивільної авіації.
У 2008 році провів один місяць у в'язниці через звинувачення у спробі придбати два автомобілі за незабезпечені банківські чеки
.
У 2010 році виключений із партії внаслідок підтримки, наданої ним синові та наступнику померлого президента — Алі Бонго Ондімба.
У 2011 році програв парламентські вибори у своєму окрузі, у 2012 році призначений радником та офіційним представником президента, а у 2013 році офіційно вступив до правлячої Габонської демократичної партії.
Підсумки президентських виборів 2016 були оскаржені опозицією, але Нзе здобув портфель міністра цифрової економіки, зв'язку, культури та мистецтв, а у 2019 — міністра закордонних справ
.
У липні 2020 року призначений державним міністром, міністром енергетики та гідроресурсів, у березні 2022 року додатково до існуючої посади знову став офіційним представником уряду.
У жовтні 2022 року здобув портфель віце-прем'єра, зберігши вже наявні посади
.
9 січня 2023 року президент Бонго Ондімба призначив Нзе прем'єр-міністром Габону
.